# Phylohydrax madagascariensis
Phylohydrax madagascariensis là một loài thực vật có hoa trong họ Thiến thảo. Loài này được (Willd. ex Roem. & Schult.) Puff miêu tả khoa học đầu tiên năm 1986.